# Shlomo Kaddar
Shlomo Kaddar, bis 1933 Friedrich Kessler (geboren 1. September 1913 in Münster; gestorben 5. Februar 1987 in Israel) war ein israelischer Diplomat.

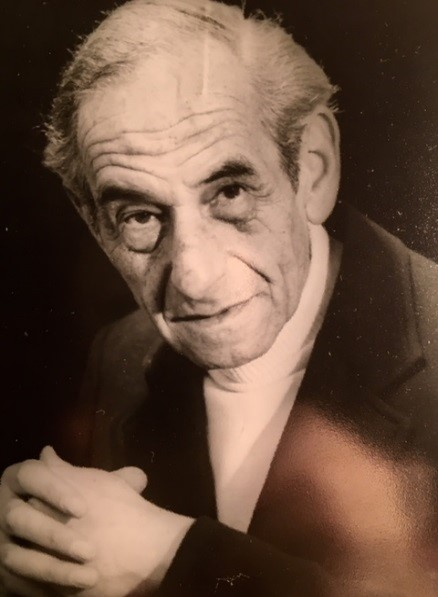
Shlomo Kaddar (1940)

## Leben
Friedrich Kessler war ein Sohn des Pädagogen Siegfried Keßler und der Selma Weinberg. Er studierte nach dem Abitur in München und Landwirtschaft an der Landbouwhogeschool Wageningen und emigrierte nach einem Jahr Hachschara in Deventer 1933 nach Palästina. Nunmehr Shlomo Kaddar, arbeitete er in einem Kibbuz, war von 1938 bis 1945 Kommandeur bei der Hagana und danach bis zur Gründung des Staates Israel 1948 Mitarbeiter der Jewish Agency. Ab 1949 war er im israelischen Diplomatischen Dienst zunächst in Paris und Brüssel tätig. Als Arieh Kubovi, Israels Botschafter in Prag und Warschau, nach dem Slansky-Prozess 1952 zur Persona non grata erklärt wurde, verblieb er in Prag als Geschäftsträger. Kaddar wurde dort bei der Normalisierung der diplomatischen Beziehungen 1956 als Botschafter akkreditiert und ging 1957 ins Israelische Außenministerium zurück. Nach dem Sechstagekrieg wechselte er 1967 in die Stadtverwaltung von Jerusalem.
Shlomo Kaddars Eltern wurden am 13. März 1943 aus dem Sammellager in Berg am Laim ins Ghetto Theresienstadt deportiert und wurden im KZ Auschwitz Opfer des Holocaust. Die ältere Schwester Henny emigrierte 1936 ebenfalls nach Palästina, der Bruder Karl 1939 nach Dänemark, von wo er 1943 nach Schweden floh. Kaddar heiratete 1945 Marisa Passigli, sie hatten drei Kinder.